# Асад Хардан
Асад Хардан (на арабски: أسعد حردان) е ливански политик, председател на Сирийската социална националистическа партия в Ливан.

## Биография
Асад Хардан е роден на 31 юли 1951 година в село Рачая ал-Фоукхар, Ливан.
През 1968 година става член на Сирийската социална националистическа партия. В периода от 1985 до 1995 година е шеф на охраната към партията. Бил е министър без портфейл (1990-1992, 1995-1998), както и министър на труда в правителствата на Рафик Харири (2003-2004). През 2008 година става председател на Сирийската социална националистическа партия в Ливан.